# Nove Colli

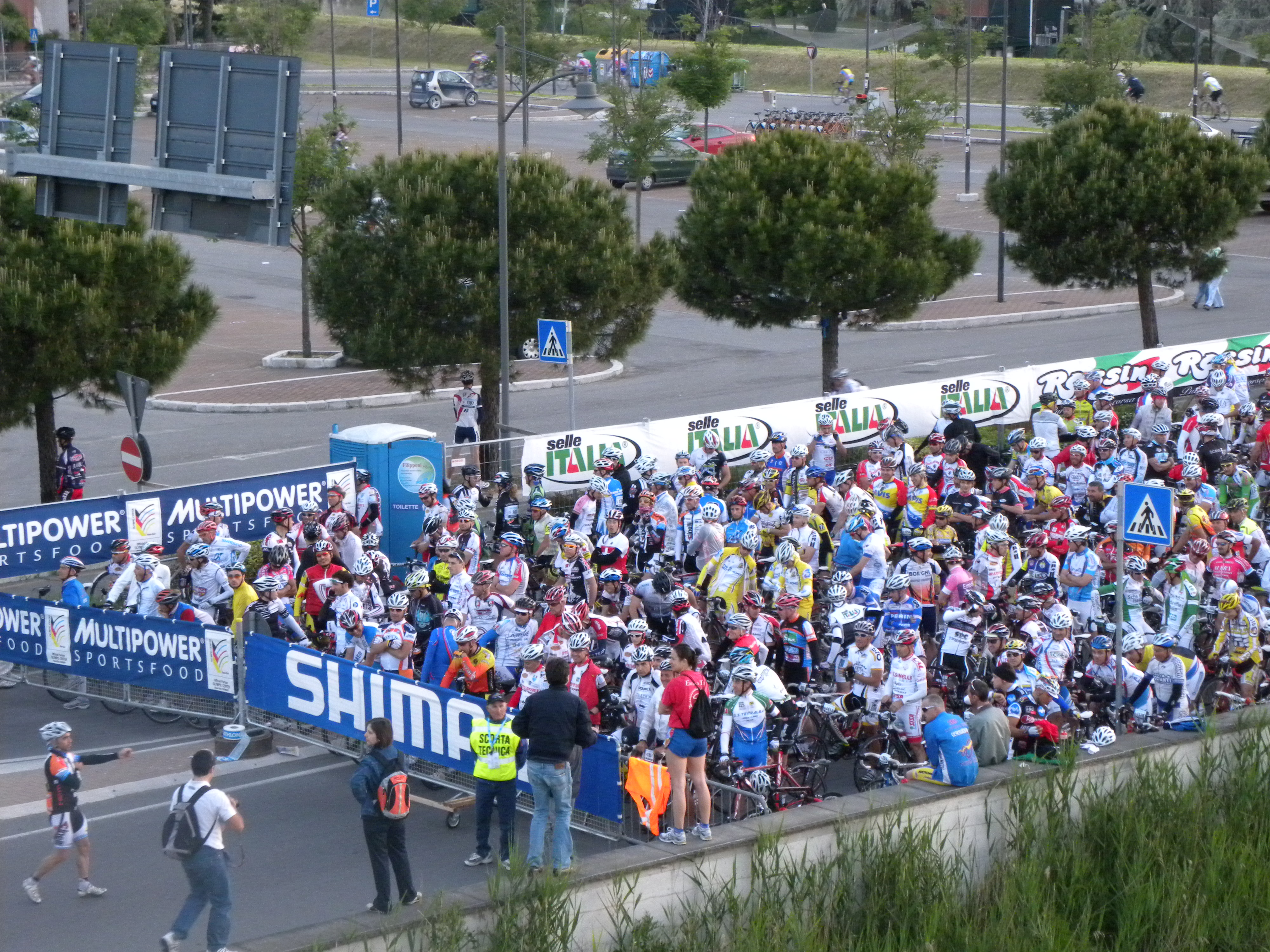
Il momento della partenza.

La Nove Colli è una granfondo di ciclismo che si svolge in Romagna (provincia di Forlì-Cesena e Rimini), con partenza e arrivo a Cesenatico. Si tratta di una delle più prestigiose manifestazioni del genere, fra le più antiche (si svolge dal 1971) e probabilmente la più partecipata in Italia (il tetto massimo di partecipanti è fissato in circa 11.000 cicloamatori; nel 2010 gli iscritti sono stati 12.000).
La manifestazione prende il nome dal fatto che durante il percorso si scalano nove differenti salite: è possibile optare tra due diversi percorsi: medio (130 km) e lungo (attualmente 188km, in passato fino a 200 km) che si differenziano per chilometraggio, numero di salite e dislivello. Dal 2001 al 2009 si è svolta anche una edizione Off-Road, destinata alla competizione, sempre amatoriale, di mountain bike.
Parallelamente a questa manifestazione si svolge dal 1998 la Nove Colli Running, che sullo stesso percorso vede fronteggiarsi atleti in quella che è una ultramaratona record di ben 200 km (riprendendo nella quasi totalità lo stesso percorso della gara ciclistica), il cui tempo massimo all'arrivo è di 30 ore.